# Mulligan River (Lake Melville)
Der Mulligan River ist ein etwa 85 km langer Zufluss des Lake Melville im Osten von Labrador in der kanadischen Provinz Neufundland und Labrador.

## Flusslauf
Den Ursprung des Mulligan River bildet ein 380 m hoch gelegener namenloser See auf einer Hochfläche 40 km nördlich des Lake Melville. Am Oberlauf befinden sich mehrere Seen. Der Mulligan River fließt anfangs 10 km nach Westen. Anschließend wendet er sich 25 km nach Südosten und danach 25 km nach Süden. Bei Flusskilometer 23 trifft der West Branch von Westen kommend auf den Mulligan River, der oberhalb der Einmündungsstelle auch North Branch genannt wird. Der Mulligan River fließt im Unterlauf nach Osten und mündet in eine kleine Bucht am Nordufer des Lake Melville. Die Flussmündung liegt knapp 40 km nordnordöstlich der Gemeinde North West River. Der Mulligan River entwässert ein Areal von 1062 km².

## Fischfauna
Bei Flusskilometer 28,3 befindet sich ein 4,6 m hoher Wasserfall. Am West Branch befindet sich 4,5 km oberhalb dessen Einmündung ein 1,8 m hoher Wasserfall. Beide Wasserfälle behindern die Fischwanderung in das oberstrom gelegene Flusssystem, sind jedoch nicht unüberwindbar für Wanderfische. Die anadrome Form des Bachsaiblings kommt im Fluss häufig vor. Daneben kommt eine kleine Population an Lachsen im Flusssystem vor.